# Komet im Mumintal (Film)
Komet im Mumintal oder Der Komet im Muminland (jap. ムーミン谷の彗星, Mūmindani no suisei) ist ein Animefilm von 1992, der auf dem Roman Komet im Mumintal aus der Mumin-Reihe von Tove Jansson basiert.

## Handlung
Ungewöhnliche Dinge geschehen im Mumintal und ein philosophischer Bisam sagt eine große Katastrophe voraus. Mumin, Sniff und Klein Mü begeben sich zu den einsamen Bergen, um das Observatorium zu besuchen und zu fragen, was eigentlich Ungewöhnliches passiere. Auf dem Weg dorthin begegnen sie Schnüffel, der sie auf den Weg dorthin mitnimmt. Dort angekommen erfahren sie, dass ein Komet auf dem Weg zum Mumintal ist und in zwei Tagen eintreffen soll. Sie machen sich auf den Weg nach Hause und begegnen Snork und Snorkfräulein, welche sie vor einer fleischfressenden Pflanze retten müssen, und nehmen sie mit ins Mumintal. Die Hitze des Kometen hat das Meer verschwinden lassen. Im Mumintal angekommen sehen sie alle Einwohner mit Ausnahme von Muminmama und Muminpapa flüchten. Auf dem Weg treffen Mumin, Snork, Schnüffel, Snorkfräulein und Klein Mü Hemuli, den sie ebenfalls mitnehmen. Im Muminhaus angekommen, gehen alle sofort in eine Höhle, die Sniff gefunden hat, um sich vor dem Kometen in Sicherheit zu bringen. Doch dieser wechselt kurz vor der Erde seinen Kurs und wendet sich von der Erde ab. Das Meer kehrt zurück und das Mumintal ist gerettet.

## Produktion und Veröffentlichung
Der Anime wurde 1992 von den Studios Telescreen und Visual 80 in Japan produziert. Regie führte Hiroshi Saitō, nach einem Drehbuch von Akira Miyazaki. Die Musik komponierte Sumio Shiratori. Yasuhiro Nakura war Charakterdesigner und für die künstlerische Leitung war Jirō Kōno verantwortlich.
Am 8. August 1992 kam der Film in die japanischen Kinos. Die deutsche Kino-Premiere fand am 4. März 1993 statt, die finnische folgte am 2. April 1993. Danach wurde der Film ins Polnische, Schwedische, Dänische und Estnische übersetzt.
Die deutsche TV-Premiere erfolgte am 3. Oktober 1995 im ZDF, eine Veröffentlichung auf DVD 2013.

## Synchronisation
| Rolle     | japanischer Sprecher (Seiyū) |
| --------- | ---------------------------- |
| Mumin     | Minami Takayama              |
| Sniff     | Ryusei Nakao                 |
| Klein Mü  | Rei Sakuma                   |
| Schnüffel | Takehito Koyasu              |